# Штерн, Отто
Отто Штерн (нем. Otto Stern; 17 февраля 1888 — 17 августа 1969) — немецкий и американский физик, лауреат Нобелевской премии по физике за 1943 год.
Член Национальной академии наук США (1945).

## Биография
Родился в Зорау, Верхняя Силезия (ныне Жоры, Польша), в зажиточной еврейской семье, вскоре переехавшей в Бреславль. Его отец Оскар Штерн (1850—1919) был занят в зерноторговле, мать Женни (Евгения) Розенталь (1866—1907), происходила из Лаупхайма. Учился в Бреславле (Вроцлав). После ухода со своего поста в Университете Гамбурга в 1933 году из-за нацистов он стал профессором физики в Технологическом институте Карнеги и позднее стал почётным доктором в Калифорнийском университете.
Штерн был выдающимся экспериментатором; его вклад в физику включал развитие метода молекулярных пучков, открытие спина (совместно с Вальтером Герлахом, 1922; см. опыт Штерна — Герлаха), измерение атомных магнитных моментов, демонстрацию волновой природы атомов и молекул, открытие магнитного момента протона. Он стал лауреатом Нобелевской премии по физике в 1943 году.